# Libro del Governo
Il Libro del governo (Siyasat-nama) è un trattato di carattere filosofico-politico scritta dal persiano Nizam al-Mulk nel corso degli anni di servizio come visir dell'Impero Selgiuchide, presumibilmente tra il 1086 e il 1092.
È considerata come un caposaldo della filosofia politica islamica a tal punto che tutti gli scrittori successivi che si cimenteranno in tale campo prenderanno Nizam al-Mulk e la sua opera come uno dei punti di riferimento.

## Dottrine politiche
La filosofia politica è un campo di studio di cui i pensatori e filosofi musulmani si sono sempre interessati, questo perché l'Islam è un codice di vita da seguire in tutti gli aspetti della vita del fedele e in questo rientra anche la politica e la società sotto l'organizzazione dello Stato. Lo stesso Corano, libro sacro dell'Islam, reca numerosi passi contenenti i dogmi per la gestione della Umma secondo le leggi divine. Le basi della dottrina politica islamica sono state sempre il Corano, la sunna, il ḥadīth e la shari'a.
Altri filosofi si sono avvalsi anche di pensatori antichi come Platone e Aristotele.
Sebbene questi elementi siano sempre stati considerati durante l'elaborazione delle proprie teorie, alcuni filosofi hanno saputo sviluppare idee che hanno riscosso grande interesse nel mondo islamico. Tra questi vanno ricordati Farabi e Mawardi e successivamente anche Yusuf Hass Hajib e Ibn Taymiyya.

## L'ideale politico
Il Libro del Governo fu scritto da Nizam al-Mulk per il sultano Malikshah, su sua esplicita richiesta perché lo prendesse come punto di riferimento etico e giuridico per il suo governo. La richiesta in particolare fu quella di descrivere la condizione attuale dello Stato selgiuchide e di annoverare un quadro ideale di governo, prendendo esempio anche dai precedenti sultani che hanno regnato.
L'opera si compone di 51 capitoli ognuno dei quali tratta di un argomento specifico. Molti di questi sono accompagnati da brevi eventi reali dell'epoca presente o del passato.
Il manoscritto più antico pervenuto è quello del XI secolo, attualmente conservato in Iran nella Biblioteca Nazionale di Tabriz.
Secondo Nizam al-Mulk lo Stato esiste al fine di proteggere la fede e la società, obbiettivo che si raggiunge attraverso l'applicazione della legge. Per questo motivo il sultano deve prefiggersi il compito di salvaguardare i diritti dei cittadini e soprattutto l'integrità della religione, senza la quale si svilupperebbe una società immorale. Nizam al-Mulk considera la figura del regnante come un “organo sociale che serve a facilitare la vita alla massa”. Il sultano detiene il potere innanzitutto per grazia di Dio e in secondo luogo per le proprie capacità governative. Questo significa che l'unico a cui deve rispondere per i suoi atti è Dio stesso. Secondo Nizam al-Mulk il sultano e il Califfo sono due autorità gerarchicamente alla pari. Lo Stato esiste come conseguenza delle esperienze accumulate dall'uomo nel corso dei secoli, pertanto il miglior modo perché un governo sia efficiente è stabilirsi su principi etici ed esperienze del passato.
Nizam al-Mulk non rileva soltanto un ideale politico, ma cerca di esplorare le problematiche che affliggevano lo Stato ai suoi tempi. In questo senso rappresenta anche un buon riferimento storico per lo studio della situazione politica. Per tale motivo egli elenca tutta una serie di decisioni da prendere per migliorare lo Stato ed evitare così di affliggere la massa con la disoccupazione e la povertà, in quanto questo porterebbe all'estinzione dello Stato stesso. La sua visione dello Stato può essere definita quindi paternalista.

## Mawardi e Nizam al-Mulk
Nizam al-Mulk e Mawardi furono due importanti personalità dell'Impero selgiuchide vissuti all'incirca nello stesso periodo. Mawardi scrisse le sue teorie politiche nel suo libro “Ahkamu Sultaniyye” (scritto tra il 1045 e il 1058).
Entrambi elaborarono una teoria filosofico-politica al fine di stabilire i canoni del governo, teorie che per molti aspetti si distanziano a tal punto da essere considerati i rappresentanti di due teorie estreme della filosofia politica:
- Entrambi sono d'accordo sulla funzione che deve ricoprire lo Stato: salvaguardare la vita e i diritti della società e proteggere i valori di essa, in particolare la religione.
- Mawardi è crede fortemente nell'istituzione del califfato, dichiarando che egli è superiore di grado a qualunque sovrano musulmano (semplici governanti di territori islamici), in quanto guida politica e spirituale assoluta della umma; Nizam al-Mulk invece ritiene che non ci siano differenze gerarchiche tra il califfo e il sultano, considerandoli entrambi di egual grado. Va ricordato che Mawardi è un giurisperito, mentre Nizam al-Mulk era un visir dell'Impero selgiuchide al servizio del sultano.
- Secondo Mawardi il Califfo deve essere eletto da un consiglio di musulmani e nel caso in cui questo non adempia ai suoi doveri essi hanno il diritto di deporlo eleggendone un altro; Nizam al-Mulk ritiene invece che il potere del sultano derivi direttamente da Dio e in secondo luogo dalle sue stesse capacità di detenerlo. In questo senso Mawardi è propenso a una elezione del califfo, al contrario Nizam al-Mulk ritiene che il potere debba passare da padre a figlio (idea monarchica).
- Il califfo/sultano è responsabile dei suoi atti davanti ai cittadini secondo Mawardi; il visir selgiuchide afferma invece che il sovrano non ha nessuna responsabilità verso il popolo, ma soltanto davanti a Dio.
- Mawardi prende come esempio l'epoca dei quattro califfi, periodo considerato come “il modello di governo” in assoluto. Nizam al-Mulk invece si proietta anche a prima dell'Islam citando le forme di governo dell'antica Persia e della Cina.